# Chrysis (commedia)
Chrysis è una commedia in latino composta nel 1444 dall'umanista Enea Silvio Piccolomini (che in seguito intraprese la carriera ecclesiastica fino a divenire papa Pio II), mentre era in missione diplomatica presso la dieta tenutasi a Norimberga.

## Storia ed analisi
La commedia Chrysis non fu pubblicata a suo tempo: il manoscritto fu trovato solo nel XIX secolo. Con quest'opera Piccolomini «ha voluto innalzare l'ispirazione dei goliardi al livello della grande commedia romana in versi» (Jean-Louis Charlet).
È una serie di 18 scene i cui personaggi sono una paraninfa, Canthara; due prostitute, Cassina e Chrysis; la sorella di quest'ultima, Pythias; due vecchi chierici, Dyofane e Teobolo; e un giovane innamorato di Chrysis, Sedulius.
Si ispira al modello della commedia plautina, ma vi sono riferimenti anche a Persio, Lucrezio e a Dante Alighieri.